# 비애 (1952년 영화)
《비애》(Ruby Gentry)는 미국에서 제작된 킹 비더 감독의 1952년 드라마, 멜로/로맨스 영화이다. 제니퍼 존스 등이 주연으로 출연하였다.

## 출연

### 주연
- 제니퍼 존스
- 찰톤 헤스톤

### 조연
- 칼 말든
- 톰 툴리
- 바니 필립스
- 제임스 앤더슨
- 조세핀 허친슨
- 필리스 에이버리
- 허버트 헤예스
- 마이라 마쉬
- 찰스 케인
- 샘 플린트
- 프랭크 윌콕스